# Eikevliet
Eikevliet is een gehucht in de Belgische provincie Antwerpen. Het ligt in Hingene, een deelgemeente van Bornem. Eikevliet ligt ten oosten van de gemeente Bornem en aan het riviertje de Vliet, een zijriviertje van de Rupel. Eikevliet is nooit een zelfstandige gemeente geweest en mag zich geen deelgemeente noemen. Er is een jaarlijkse processie in april, waarin het beeld van Onze-Lieve-Vrouw van Bijstand meegedragen wordt. De muzikale begeleiding wordt verzorgd door een fanfare. De oorsprong van dit gebruik ligt in het begin van de negentiende eeuw, toen het dorp getroffen werd door een cholera-epidemie.

## Verkeer
Het dorp ligt iets ten oosten van de N16 (Willebroek - Sint-Niklaas).

## Overstromingen
Het dorp heeft altijd te kampen gehad met overstromingen. In de nacht van 31 januari op 1 februari 1953 was er onder andere een watersnoodramp. Door een zware storm van windkracht 10 beukte het water van De Vliet tegen de dijken. Het water steeg naar 7.40 meter boven de zeespiegel, terwijl de dijken maar 7 meter boven dit peil reikten. In Eikevliet duurde de watersnood slechts twee dagen, maar in de andere dorpen rondom Eikevliet duurde de watersnood tien weken. Om nieuwe overstromingen te voorkomen, is de Vliet getijdenloos gemaakt.

## Bezienswaardigheden
- De Sint-Lambertuskerk.
- De pastorie met tuin en een monumentale rode beuk[1]
- De Watermolen van Eikevliet.

## Natuur en landschap
Eikevliet ligt aan de Vliet en aan de Rupel en het parallel daarmee verlopende Kanaal Brussel-Schelde. De omgeving is laaggelegen en moerassig.

## Nabijgelegen kernen
Wintam, Hingene, Ruisbroek, Puurs
Deelgemeenten: Bornem · Hingene · Mariekerke · Weert

Gehuchten: Branst · Buitenland · Eikevliet · Wintam

Belgische gemeenten · Arrondissement Mechelen · Antwerpen (provincie) · Vlaanderen